# Tmeticides
Tmeticides là một chi nhện trong họ Linyphiidae.